# Brüntrup
Brüntrup ist seit 1970 eine der 19 Ortschaften der Stadt Blomberg im Kreis Lippe in Nordrhein-Westfalen.

## Geografie

### Geografische Lage
Die Ortschaft liegt rund acht Kilometer westlich der Kernstadt, am Westrand des Blomberger Beckens. Dieses Becken ist ein offenes und hügeliges Gelände, das durch Flusserosion ausgeräumt ist.
Die meisten Ländereien um Brüntrup, die auch vereinzelt von kleinen Waldinseln bedeckt sind, werden für die Landwirtschaft genutzt: Auf dem fruchtbaren Boden können besonders Weizen und Zuckerrüben ertragreich angebaut werden.

### Gewässer
Durch Brüntrup fließt in östliche Richtung der Dämischbach, der südwestlich von Wellentrup mit dem ‚Mühlenbach‘ zusammenfließt und den Königsbach, einen fast neun Kilometer langen Zufluss des Diestelbachs, bildet.

## Geschichte
Wie viele Ortschaften westlich von Blomberg trägt auch Brüntrup die Endung „-trup“ in seinem Namen. Diese bedeutet nichts weiter als „Dorf“. Um 1139 wird Brüntrup unter dem Namen Bruningthorpe im „Urbar Marienmünster“ erstmals urkundlich erwähnt. Hier ist der Namensursprung noch gut erkennbar, er bedeutet Dorf der Bruninger. Die Endung "trup" im Namen lässt auf die Anfänge Brüntrups im 6. oder 7. Jahrhundert n. Chr. schließen. Die Gegend wurde vermutlich durch von Norden her eingewanderte Sachsen besiedelt. Da erst gut zweihundert Jahre später lippische Ortsnamen urkundlich erfasst wurden und Brüntrup selbst in dieser Zeit noch keine Erwähnung fand, kam es zur relativ späten Ersterwähnung im Jahre 1363. Brüntrup war zu diesem Zeitpunkt wahrscheinlich schon fünf, wenn nicht schon sieben oder acht Jahrhunderte alt.
Im Laufe der Jahrhunderte sind folgende Versionen ebenfalls als Ortsnamen belegt: Bruni(n)ctorpe (1363), Brůntorpe (1366), Bruntorpe (um 1390, im Landschatzregister), Bruninctorppe (1394), Bruntorpe (um 1409), Bruntroppe und Brüntrup (1535), Bruntrup (1562, im Landschatzregister), Brüntorf (1618, im Lemgoer Bürgerbuch), Bruntorff (1618, im Landschatzregister), Bruntorp (1725) sowie Brüntrup (ab 1782).

### 17. Jahrhundert
Obwohl die Brüntruper durch die gute landwirtschaftliche Lage hohe Ernteerträge einfahren konnten, spielte ebenfalls das Gewerbe eine, wenn auch nicht große, Rolle. Mitte des 17. Jahrhunderts gab es einen kleinen Händler und sogar einen Krug, der jedoch seinen Alkohol nicht selbst herstellen durfte, sondern aus Horn beziehen musste.

### 20. Jahrhundert
Am 1. Januar 1970 wurde Brüntrup durch das Gesetz zur Neugliederung des Kreises Detmold in die Stadt Blomberg eingegliedert. Der Kreis Detmold mit Brüntrup bzw. Blomberg ging am 1. Januar 1973 im Zuge der nordrhein-westfälischen Kreisreform im Rahmen des Bielefeld-Gesetzes durch Vereinigung mit dem Kreis Lemgo im heutigen Kreis Lippe auf.

## Politik
Ergebnis des Blomberger Ortsteils Brüntrup bei der Kommunalwahl 2014:
| Parteien und Wählergemeinschaften | Parteien und Wählergemeinschaften           | % 2014 | Stimmen 2014 | % 2009 | Stimmen 2009 | % 2004 | Stimmen 2004 | % 1999 | Stimmen 1999 |
| FDP                               | Freie Demokratische Partei                  | 10,9   | 60           | 11,8   | 68           | 40,9   | 114          | 44,1   | 113          |
| FBvB                              | Freie Bürger von Blomberg                   | 6,3    | 35           | 6,1    | 35           | 32,2   | 90           | 12,9   | 33           |
| SPD                               | Sozialdemokratische Partei Deutschlands     | 26,1   | 144          | 40,0   | 230          | 13,6   | 38           | 17,2   | 44           |
| CDU                               | Christlich Demokratische Union Deutschlands | 40,2   | 222          | 28,5   | 164          | 9,7    | 27           | 18,8   | 48           |
| GRÜNE                             | Bündnis 90/Die Grünen                       | 16,5   | 91           | 9,7    | 56           | 3,6    | 10           | 7,0    | 18           |
| Gesamt                            | Gesamt                                      | 100,0  | 552          | 96,11  | 575          | 100,0  | 279          | 100,0  | 256          |
| Wahlbeteiligung in %              | Wahlbeteiligung in %                        | 64,9   | 64,9         | 66,4   | 66,4         | 62,9   | 62,9         | 57,9   | 57,9         |

1Die restlichen 3,9 % haben Die Linke gewählt.
Stand: Ergebnis der Kommunalwahl am 25. Mai 2014. Die Ortsvorsteherin ist Susanne Kleemann (CDU).

## Verkehr
Mitten durch Brüntrup führt die Kreisstraße 78, die die Verbindung von Blomberg zum Osten Detmolds darstellt. Auch müssen die Brüntruper in den letzten Jahren mit immer mehr Verkehrsaufkommen zurechtkommen, denn seit die Straße von Barntrup nach Großenmarpe ausgebaut wurde, fahren 50 Prozent der Barntruper auf ihrem Weg nach Detmold durch Brüntrup.
Im Straßenpersonennahverkehr ist Brüntrup über ein Regionalbusnetz des Unternehmens Busverkehr Ostwestfalen GmbH mit der Region verbunden. An der Brüntruper Bushaltestelle verkehrt die Linie 777 (Blomberg–Detmold) regelmäßig im 60- bzw. 120-Minuten-Takt.

## Wirtschaft und Infrastruktur
Brüntrup ist ein Dorf, das durch die Landwirtschaft geprägt wird. Es sind zwei größere Landwirtschaftsbetriebe ansässig.
Weiterhin gibt es in Brüntrup ein Dorfgemeinschaftshaus, einen Friedhof, zwei Spielplätze, einen Kindergarten und einen Sportplatz.
Zwischen Brüntrup und Valhausen liegt an der Straße ein kleiner verlassener Märchenwald oder Miniaturpark. Noch heute kann man die relativ guterhaltenen Gebäude, wie Kirchen, Schlösser, schöne Häuser oder Tempeln erkennen. Jedoch sind schon einige der Bauwerke durch die Zeit verfallen oder mutwillig demoliert worden.

## Vereine
- Sportverein „Schwarz-Weiß“ Brüntrup
- Gemeinsam Für Brüntrup
- Chorgemeinschaft Brüntrup
- Seniorentreff Brüntrup/Cappel
- Dorfausschuss
- Jagdgenossenschaft